# Neophisis echinata
Neophisis echinata är en insektsart som först beskrevs av Ludwig Redtenbacher 1891.  Neophisis echinata ingår i släktet Neophisis och familjen vårtbitare. Inga underarter finns listade i Catalogue of Life.